# Ranunculus astrantiifolius
Ranunculus astrantiifolius là một loài thực vật có hoa trong họ Mao lương. Loài này được Boiss. ex Trautv. miêu tả khoa học đầu tiên năm 1882.